# Real (Quezon)
Real ist eine philippinische Stadtgemeinde in der Provinz Quezon.

## Geografie
Real ist ein Küstenort an der Ostküste der Insel Luzon an der Bucht von Lamon etwa 133 km von der Provinzhauptstadt Lucena City und 145 km von Manila entfernt.

## Baranggays
Real ist politisch in 17 Baranggays unterteilt, davon sind 14 als ländlich und drei als städtisch klassifiziert.
| - Poblacion I (Barangay 1) - Capalong - Cawayan - Kiloloran - Llavac - Lubayat - Malapad - Maragondon - Pandan | - Tanauan - Tignoan - Ungos - Poblacion 61 (Barangay 2) - Maunlad - Bagong Silang - Masikap - Tagumpay |

## Geschichte
Spanische Truppen landeten in der frühen Kolonialperiode an der Stelle des heutigen Real, wo sie einen Hafen mit dem Namen Puerto Real errichteten. Verstärkungstruppen wurden im nahen Binangonan del Ampon (dem heutigen Infanta) stationiert.
Real gehörte bis 1960 zur Stadtgemeinde Infanta. Die Stadtgemeinde Real, bestehend aus den Barrios Llavac, Cawayan, Capalong, Tignoan, Kiloloron, Lubayat und Pandan, wurde durch die von Präsident Carlos P. Garcia unterzeichneten Executive Order Nr. 410 vom 15. Dezember 1960 gegründet.
Durch die Taifune Violeta, Winnie und Yoyong im Dezember 2004 wurden 500 Menschen getötet oder gelten seither als vermisst.